# Arnold (Missouri)
Arnold é uma cidade localizada no estado americano de Missouri, no Condado de Jefferson.

## Demografia
Segundo o censo americano de 2000, a sua população era de 19.965 habitantes. 
Em 2006, foi estimada uma população de 20.766, um aumento de 801 (4.0%).

## Geografia
De acordo com o United States Census Bureau tem uma área de 
30,0 km², dos quais 29,1 km² cobertos por terra e 0,9 km² cobertos por água.

## Localidades na vizinhança
O diagrama seguinte representa as localidades num raio de 12 km ao redor de Arnold. 